# Хойник (Карконоші)
Хойник (пол. Chojnik, нім. Kynast) — гора висотою 627 метрів над рівнем моря, розташована в передгір'ї Карконош, в адміністративних межах міста Єленя-Ґура. Гора височіє над дільницею цього міста — Собешув.

## Геологія
Гора утворена з карконошського граніту. На вершині та схилах знаходяться численні скелі, печери. На південно-західному схилі гори знаходиться кількадесятиметрове урвище. Біля підніжжя північних схилів розташована група гранітних скель — так звані Збуєцькі скелі та дві невеликі печери: Дірявий Камінь і Збуєцька печера. 

## Фауна і флора
Гора вкрита лісом з буків, сосен та ялин. Нижній ярус лісу складається, серед іншого з: місячниці гірської, молодила шароносного, тирличничка польового та оману блошиного. 
Тут спостерігається цікава фауна павуків та птахів (дятел сивий, мухоловка мала, голуб-синяк). 

## Охорона природи
Гора Хойнік є природним заповідником, який є анклавом Карконошського національного парку. 

## Пам'ятки
На вершині гори знаходяться руїни замку Хойник. 

## Туристичні стежки
До вершини веде кілька пішохідних стежок: 
- — червоний шлях від Собешова,
- — чорний шлях від Собешова,
- — жовтий шлях від Подґужина Дольного,
- — зелений шлях від Ягняткова,
- — зелений шлях із Захелм'я.